# Шамурадов, Отабек
Отабек Шамурадов (Шомуродов; 21 июля 1974) — узбекистанский футболист, полузащитник и защитник. Выступал за сборную Узбекистана.

## Биография
О выступлениях до 24-летнего возраста сведений нет[уточнить].
В сезоне 1998 года дебютировал в высшем дивизионе Узбекистана в клубе «Сурхан» (Термез), провёл в нём два сезона. В 2000 году перешёл в один из сильнейших клубов страны того времени — «Нефтчи» (Фергана), выступал за него два с половиной года и за это время стал чемпионом и серебряным призёром чемпионата Узбекистана. Летом 2002 года вернулся в «Сурхан», затем выступал за «Согдиану» (Джизак) и «Самарканд-Динамо». В конце карьеры играл в первой лиге за «Шурчи».
Всего в высшем дивизионе Узбекистана сыграл 205 матчей и забил 13 голов.
В сборной Узбекистана дебютировал 1 сентября 2000 года в товарищеском матче против Ирака. В октябре 2000 года принимал участие в финальном турнире Кубка Азии в Ливане, выходил на поле во всех трёх матчах своей команды, которая не смогла выйти из группового турнира. Всего в 2000—2001 годах провёл 9 матчей за сборную.

## Достижения
- Чемпион Узбекистана: 2001
- Серебряный призёр чемпионата Узбекистана: 2000
- Финалист Кубка Узбекистана: 2000/01

## Личная жизнь
Брат Илхом (род. 1984) и племянник Элдор (род. 1995) — футболисты.
У Отабека есть дочь и два сына — Ойбек и Огабек, которые занимаются футболом в школе «Бунёдкора».